# Grecja na Letnich Igrzyskach Olimpijskich 1972
Grecję na Letnich Igrzyskach Olimpijskich 1972 w Monachium reprezentowało 60 zawodników: 58 mężczyzn i 2 kobiety. Był to 17. start reprezentacji Grecji na letnich igrzyskach olimpijskich.
Najmłodszym greckim zawodnikiem na tych igrzyskach była 13-letnia pływaczka, Eleni Avlonitou, natomiast najstarszym 40-letni strzelec, Dimitrios Kotronis. Chorążym reprezentacji podczas ceremonii otwarcia był lekkoatleta Christos Papanikolau.

## Zdobyte medale
| Medal  | Zawodnik            | Dyscyplina | Konkurencja                   | Data        |
| ------ | ------------------- | ---------- | ----------------------------- | ----------- |
| Srebro | Ilias Chadzipawlis  | Żeglarstwo | Klasa Finn                    | 8 września  |
| Srebro | Petros Galaktopulos | Zapasy     | Waga lekka w stylu klasycznym | 10 września |